# Tránsito Villagómez
Tránsito Villagómez (Ecuador) fue parte de la Revolución liberal de Ecuador. 

## Biografía
No existen datos definitivos sobre su ciudad de origen, se la menciona como "cuencana" en ciertas ocasiones y como "bolivarense" en otras. Junto con Dolores Vela de Veintimilla y Joaquina Galarza de Larrea, Felicia Solano de Vizuete y Leticia Montenegro de Durango; proclamó a Eloy Alfaro como "Jefe Supremo" de la República de Ecuador. Donó sus bienes para apoyar la revolución alfarista. Debido a sus actividades políticas fue excomulgada de la iglesia católica.

## Reconocimientos
- Una calle del Distrito Metropolitano de Quito fue nombrada en su memoria.[5]